# کاروانسرای شاه‌عباسی (شریف‌آباد)
کاروانسرای شاه عباسی نام کاروانسرایی تاریخی مربوط به دورهٔ صفوی است و در شهرستان مشهد، روستای شریف‌آباد واقع شده و این اثر در تاریخ ۷ مهر ۱۳۸۱ با شمارهٔ ثبت ۶۳۵۵ به‌عنوان یکی از آثار ملی ایران به ثبت رسیده است.